# 26-та артилерійська бригада (Україна)
26-та артилерійська бригада імені генерал-хорунжого Романа Дашкевича (26 АБр, в/ч А3091, пп В3231) — з'єднання артилерійських військ у складі Сухопутних військ Збройних сил України. Базується в місті Бердичів Житомирської області. Входить до складу оперативного командування «Північ». 
Бригада носить почесну назву на честь генерал-хорунжого Романа Дашкевича — військового і політичного діяча Української Народної Республіки, одного із засновників української артилерії.

## Історія
Артилерійська бригада була сформована 5 липня 2004 року на підставі директиви Міністра оборони України № 312/1/014 від 18 червня 2004 року на базі 62-ї окремої механізованої бригади, яка в свою чергу була сформована на базі 119-го навчального центру.
Частина ввібрала в себе традиції та досвід багатьох артилерійських частин 8-го армійського корпусу. Своїх фахівців в частину направили розформовані 961-й реактивний артилерійський полк з Фастова, який сформував реактивний артилерійський дивізіон (в 2008 році переозброєний та переформований в 2-й гаубичний самохідно-артилерійський дивізіон), 188-ма артилерійська бригада великої потужності з Ємільчиного, яка сформувала 3-й гарматний самохідно-артилерійський дивізіон, 761-й розвідувальний артилерійський полк (місто Сміла), який сформував дивізіон артилерійської розвідки, та бригадна артилерійська група 62-ї окремої механізованої бригади, яка формувала 1-й гаубичний самохідно-артилерійський та протитанковий артилерійський дивізіони.
Враховуючи високі досягнення, показані протягом 2004—2008 років, 26-й артилерійській бригаді Президентом України — Верховним Головнокомандувачем ЗС України Віктором Ющенком присвоєно почесне найменування «Бердичівська».

### Російсько-українська війна
У кінці лютого 2014 року почалася російська збройна агресія проти України: Росія вторглася до Криму. Від середини березня 2014 року підрозділи бригади перебували в районі Криму. В березні-квітні бригада направила на полігон по дивізіону САУ 2С5 «Гіацинт-С» та 2С19 «Мста-С», де вони проходили злагодження разом з іншими бригадами. Через недотримання техніки безпеки, згоріло дві САУ 2С19.
11 листопада 2014 року бригада отримала відновлені гарматні комплекси «Гіацинт» і «Піон» та розпочала тренувальні стрільби на полігоні. До січня 2015 року 5-й дивізіон бригади, озброєний «Гіацинтами», перейменований на 191-й гарматний самохідно-артилерійський дивізіон, вже у складі новоствореної 43-ї окремої артилерійської бригади.
6 травня 2019 року, на перше відзначення Дня піхоти, бригада отримала почесну назву на честь генерал-хорунжого Романа Дашкевича. 6 липня 2019 року вручено стрічку до бойового знамена з почесною назвою.
У серпні 2019 року 732-га артилерійська база озброєння передала у подальше використання бригаді комплекс командирських машин управління вогнем артилерії 1В12.
У жовтні 2022 року стало відомо, що бригада використовує польські гаубиці AHS Krab. Також на озброєння бригади надійшли німецькі САУ PzH 2000.

## Структура
- управління (в т.ч. штаб)

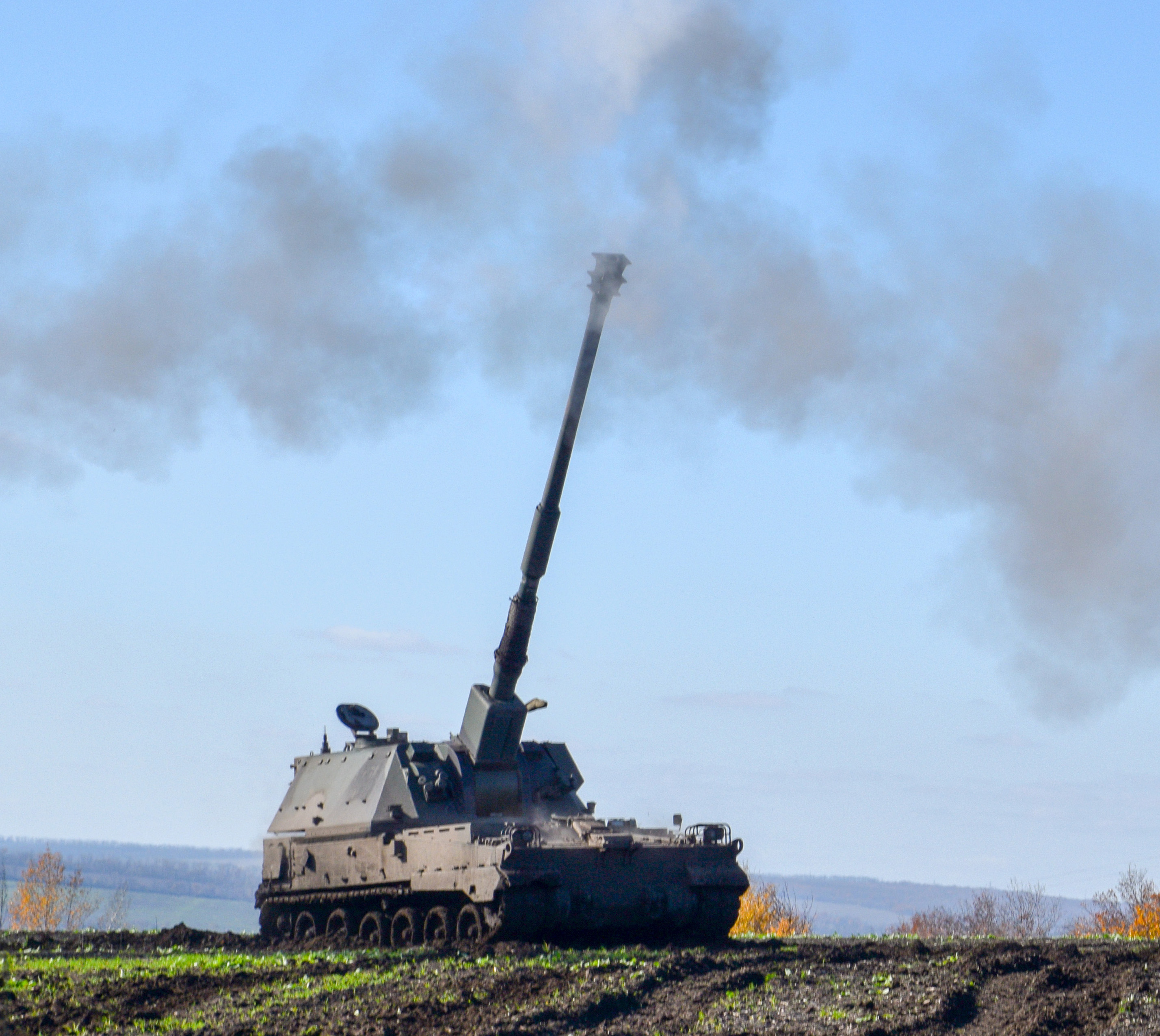
Робота САУ "Краб" 26 артилерійської бригади на Сіверському напрямку, 2022 рік.

- 1-й гаубичний самохідний артилерійський дивізіон (три батареї 2С19 «Мста-С»)
- 2-й гаубичний самохідний артилерійський дивізіон (три батареї 2С19 «Мста-С»)
- 3-й гарматний самохідний артилерійський дивізіон (три батареї 2С5 «Гіацинт-С»)
- 4-й гарматний самохідний артилерійський дивізіон (три батареї 2С5 «Гіацинт-С»)
- протитанковий артилерійський дивізіон (2 батареї МТ-12 «Рапіра», 1 батарея 9П149 «Штурм-С»)
- дивізіон артилерійської розвідки
- батальйон охорони (14 окремий мотопіхотний батальйон)
- ремонтна рота
- рота матеріального забезпечення
- взвод БПЛА
- оркестр бригади
- медичний пункт[11][відсутнє в джерелі]

## Командування
- 2004—2005: полковник Клочко Анатолій Олександрович
- 2005—2011: полковник Горбильов В'ячеслав Юрійович
- 2011—2018: полковник Маліновський Андрій Володимирович
- 2018—2022: полковник Гаспарян Андраник Георгійович[12]
- з 2022: полковник Марценюк Сергій Михайлович[13]

## Символіка

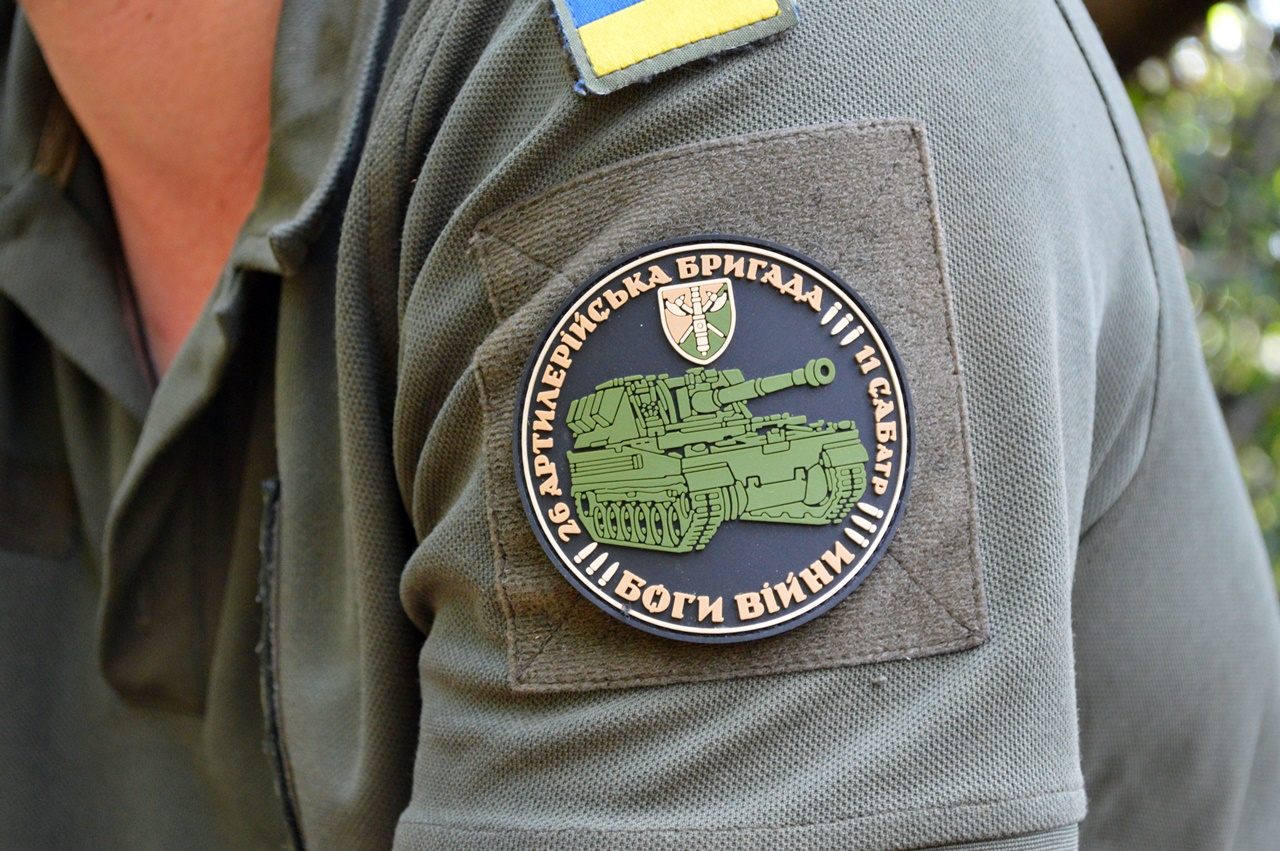
Неофіційний нарукавний знак 11-ї самохідної артилерійської батареї бригади

29 липня 2019 року стало відомо, що начальник Генштабу ЗСУ генерал-лейтенант Руслан Хомчак затвердив низку нарукавних емблем частинам та установам ЗС України, які розробляла спеціальна ініціативна група.
На нарукавному знаку бригади, що затверджений 13 вересня 2021 р., в червоно-зеленому навскісно поділеному щиті зображено золоту гармату, за якою перехрещено два срібні бердиші. Фігура бердиша є однією зі складових герба м. Бердичів. Над щитом емблеми розташовано стрічку з гаслом «ULTIMA RATIO», тобто — « ОСТАННІЙ ДОВІД». Сюжет нарукавного знака відтворено також на обох сторонах почесного стяга бригади.
22 травня 2022 року бригада була відзначена почесною відзнакою «За мужність та відвагу».

## Оснащення
- AHS Krab [18]
- 2С5 «Гіацинт-С»[19]
- 2С19 «Мста-С»[20]
- 2С22 «Богдана»[21]
- PzH 2000[22]

## Втрати
- Верещак Віктор Олександрович, 13 травня 2014, сержант.
- Жабенко Юрій Леонідович, 8 серпня 2014, солдат.
- 14 серпня 2014; молодший сержант Дубик Петро Борисович
- Вовк Іван Михайлович, сержант, Загинув 8 січня 2015 р. під час обстрілу.
- Чеславський Володимир Едвардович, старшина, Трипілля Артемівського району, 26 січня 2015[23]
- Тащук Віталій Степанович, солдат, 11 липня 2015[24]
- Борозенець Дмитро Анатолійович, молодший сержант, Никифорівка, 2 вересня 2015
- Борильченко Євген (Євгеній) Володимирович, сержант, 14 вересня 2015[25]
- Дементьєв Сергій Валерійович, старший солдат, 2 лютого 2016
- Рева Олександр Валерійович, солдат, 4 березня 2016
- Шмирін Сергій Васильович, сержант, 25 серпня 2017, помер від поліорганної недостатності[26].
- старший солдат Присяжний Олександр Олексійович, 1 липня 2018[27]
- Сергій Король, старший навідник самохідного артилерійського взводу самохідної артилерійської батареї самохідного артилерійського дивізіону, помер 10 лютого 2023 року в одній з лікарень міста Дніпро від травм, отриманих напередодні під час виконання бойового завдання поблизу села Званівка Донецької області[28].
- 11 листопада 2022 - Роман Жалівців, командир самохідного артилерійського дивізіону. Загинув поблизу населеного пункту Чаплине Дніпропетровської області.[28]
- 9 жовтня 2023 - Васильченко Олександр Петрович, старший солдат
- 19 травня 2025 - Савченко Сергій Вікторович, старший солдат. [29]
- 31 травня 2025 - Тетяна Любич, діловод. Загинула на Донеччині внаслідок удару армією РФ керованою авіаційною бомбою[30].
- 31 травня 2025 - Світлана Стаховська, 52 роки, діловод. Загинула на Донеччині внаслідок удару армією РФ керованою авіаційною бомбою[30]